# Lijst van arbo-afkortingen
Dit artikel bevat een lijst van afkortingen op het gebied van arbeidsomstandigheden (nationaal en internationaal), in Nederland vaak afgekort tot arbo. Dit gebied wordt hier ruim geïnterpreteerd.

## A
| Afkorting | Betekenis(sen)                                                                                            |
| --------- | --- |
| ACGIH     | American Conference of Governmental Industrial Hygienists (VS)                                            |
| ACS       | American Chemical Society                                                                                 |
| ACOEM     | American College of Occupational & Environmental Medicine                                                 |
| ACTM      | American Society for Testing & Materials                                                                  |
| AESHP     | Association of Educational Safety & Health Professionals                                                  |
| AFSA      | American Fire Sprinkler Association                                                                       |
| AI        | Voormalige Arbeidsinspectie (NL), tegenwoordig Inspectie SZW (I-SZW)                                      |
| AICE      | American Institute of Chemical Engineers                                                                  |
| AIMMPE    | American Institute of Mining, Metallurgical & Petroleum Engineers                                         |
| AMvB      | Algemene Maatregel van Bestuur                                                                            |
| ANSI      | American National Standards Institute (VS)                                                                |
| ao        | arbeidsongeschiktheid                                                                                     |
| Aof       | Arbeidsongeschiktheidsfonds                                                                               |
| Aok       | Arbeidsongeschiktheidskas                                                                                 |
| APF       | Assigned Protection Factors, een maat voor de inzetbaarheid van adembeschermers (stofmaskers, gasmaskers) |
| APSR      | Association for Process Safety Research                                                                   |
| Arbowet   | Arbeidsomstandighedenwet                                                                                  |
| ARIA      | American Risk & Insurance Association                                                                     |
| ASA       | American Standards Association (VS)                                                                       |
| ASHRA     | American Society of Heating, Refrigerating & Air-Conditioning                                             |
| ASIRT     | Association for Safe International Road Travel                                                            |
| ASME      | American Society of Mechanical Engineers (VS)                                                             |
| ASTM      | American Society for Testing Materials (VS)                                                               |
| ASSE      | American Society of Safety Engineers (VS)                                                                 |
| ASQC      | American Society for Quality Control                                                                      |
| AWS       | American Welding Society                                                                                  |
| ATEX      | ATmosphères EXplosives                                                                                    |

## B
| Afkorting   | Betekenis(sen)                                                                                    |
| ----------- | ------------------------------------------------------------------------------------------------- |
| BAESG       | Bay Area Environmental Safety Group (VS)                                                          |
| BAM         | Bundesanstalt für Materialprufung (DE)                                                            |
| BASEEFA     | British Approvals Service for Electrical Equipment in Flammable Atmospheres (GB)                  |
| BCSP        | Board of Certified Safety Professionals                                                           |
| BEAMA-CEEFA | British Electrical and Allied Manufactures Association Committee for Electrical Equipment for use |
| BEG         | Bovenste Explosie Grens (NL)                                                                      |
| BEI         | Biological Exposure Indices                                                                       |
| BfR         | Bundesamt fuer Risikobewertung                                                                    |
| BGA         | Bundes Gesundheids Amt                                                                            |
| BHV         | Bedrijfshulpverlening                                                                             |
| BIA         | Berufsgenossenschaftliches Institut für Arbeitssicherheit (DE)                                    |
| BIG         | Beroepen in de Individuele Gezondheidszorg (NL)                                                   |
| BOCA        | Building Officials & Code Administrators (VS)                                                     |
| BSI         | British Standards Institution (GB)                                                                |
| BVS         | Berggewerkschaftliche(Bergbau)-Versuchsstrecke (DE)                                               |
| BBS         | Behaviour Based Safety                                                                            |

## C
| Afkorting    | Betekenis(sen)                                                                             |
| ------------ | ------------------------------------------------------------------------------------------ |
| CAS (nummer) | Chemical Abstracts Service (Registry Number)                                               |
| CE markering | Geeft aan dat het product voldoet aan de eisen, zoals opgenomen in de Europese richtlijnen |
| CEN          | Comité Europeën de Normalisation                                                           |
| CENELEC      | Europees comité voor elektrische veiligheid                                                |
| CRA          | Certificerings Richtlijn Arbodiensten                                                      |
| CSA          | Canadian Standards Association                                                             |
| CSHEMA       | Campus Safety Health & Environmental Management Association                                |
| CWDA         | Cases With Days Away                                                                       |

## D
| Afkorting | Betekenis(sen) |
| --------- | -------------- |

## E
| Afkorting | Betekenis(sen)                            |
| --------- | ----------------------------------------- |
| ERIC      | Emergency Response Intervention Card (NL) |

## F
| Afkorting | Betekenis(sen)  |
| --------- | --------------- |
| FR        | Flame Retardant |

## G
| Afkorting | Betekenis(sen)                    |
| --------- | --------------------------------- |
| GTAW      | Gas-Shielded Tungsten Arc Welding |
| GVF       | Geur Veiligheids Factor           |

## H
| Afkorting   | Betekenis(sen)                                                                 |
| ----------- | ------------------------------------------------------------------------------ |
| HSE-manager | Health, Safety and Environment-manager. Engelse benaming voor KAM-coördinator. |

## I
| Afkorting | Betekenis(sen)                                                                                   |
| --------- | ------------------------------------------------------------------------------------------------ |
| IEC       | International Electrotechnical Commission                                                        |
| IP        | Institute of Petroleum (GB). Publiceert o.a. modellen waaraan elektrische behuizing moet voldoen |
| IR        | Infrarood                                                                                        |
| I-SZW     | Inspectie SZW                                                                                    |

## J
| Afkorting | Betekenis(sen)            |
| --------- | ------------------------- |
| JSA       | Job Safety Analysis (TRA) |

## K
| Afkorting       | Betekenis(sen)                                                  |
| --------------- | --------------------------------------------------------------- |
| KAM-coördinator | Kwaliteit, Arbeidsomstandigheden en Milieu-Coördinator          |
| KCA             | Klein chemisch afval                                            |
| KEMA            | Keuring van Electrotechnische Materialen, keurt volgens CENELEC |
| KMA             | Kwaliteit, Milieu, Arbo                                         |
| KPI             | Kritische Prestatie Indicator                                   |

## L
| Afkorting | Betekenis(sen) |
| --------- | --- |
| LEL       | Lower Explosion Limit |
| LTI       | Lost Time Incident |
| LRA       | Locatie Risico Analyse (voor specifieke locatie gebonden taken zoals werken onderwater, in tunnels en langs snelwegen)(zie TRA voor niet locatiegebonden taken) |

## M
| Afkorting | Betekenis(sen)                    |
| --------- | --------------------------------- |
| MAC       | Maximaal Aanvaarde Concentratie   |
| MAG       | Metal Active Gas (welding)        |
| MMAW      | Manual Metal Arc Welding          |
| MIB       | Melding Incidenten Bewoners (NL)  |
| MIG       | Metal Inert Gas (welding)         |
| MIP       | Melding Incidenten Personeel (NL) |
| MSDS      | Material Safety Data Sheet        |
| MvT       | Memorie van Toelichting           |

## N
| Afkorting | Betekenis(sen)                                             |
| --------- | ---------------------------------------------------------- |
| NEN       | Nederlandse Normen                                         |
| NFPA      | National Fire Protection Association (VS)                  |
| NIOSH     | National Institute of Occupational Safety and Health (VS)  |
| NOGEPA    | Nederlandse Olie en Gas Exploratie en Productie Associatie |
| NPF       | Nominale Protectie Factor                                  |
| NVvA      | Nederlandse Vereniging voor Arbeidshygiëne                 |
| NVVK      | Nederlandse Vereniging voor Veiligheidskunde               |
| NoBo      | Notified Body                                              |

## O
| Afkorting | Betekenis(sen)         |
| --------- | ---------------------- |
| OEL       | Onderste Explosiegrens |
| OR        | Ondernemingsraad       |

## P
| Afkorting | Betekenis(sen)                               |
| --------- | -------------------------------------------- |
| PAGO      | Periodiek Arbeidsgezondheidskundig Onderzoek |
| PMO       | Preventief Medisch Onderzoek                 |
| PBM       | persoonlijke beschermingsmiddelen            |
| PDS       | Product Data Sheet                           |
| PPE       | Personal Protective equipment                |
| PSL       | Personal Safety Logbook                      |
| PSA       | Psychosociale Arbeidsbelasting               |

## Q
| Afkorting | Betekenis(sen)               |
| --------- | ---------------------------- |
| QRA       | Quantitatieve Risico Analyse |

## R
| Afkorting | Betekenis(sen)                    |
| --------- | --------------------------------- |
| RI&E      | Risico Inventarisatie & Evaluatie |
| RIE       | richtlijn industriële emissies    |
| RSI       | Repetitive Strain Injury          |
| RvA       | Raad voor Accreditatie            |
| RWC       | Restricted Work Case              |

## S
| Afkorting | Betekenis(sen)                        |
| --------- | ------------------------------------- |
| SIR       | Stichting Industriële Reiniging       |
| SMAW      | Shield Metal Arc Welding              |
| SSVV      | Stichting Samenwerken voor Veiligheid |
| SNR       | Single Noise Reduction                |
| SZW       | Sociale Zaken en Werkgelegenheid      |

## T
| Afkorting | Betekenis(sen)                     |
| --------- | ---------------------------------- |
| TGG       | Tijdgewogen gemiddelde grenswaarde |
| TIG       | Tungsten Inert Gas                 |
| TRA       | Taak Risico Analyse                |

## U
| Afkorting | Betekenis(sen)                                |
| --------- | --------------------------------------------- |
| UV        | Ultraviolet                                   |
| UEL       | Upper Explosion Limit/Bovenste Explosie Grens |

## V
| Afkorting | Betekenis(sen)                            |
| --------- | ----------------------------------------- |
| V&O       | Voorlichting en Onderricht                |
| VCA       | V(GM) Checklist Aannemers                 |
| VCO       | VGM Checklist Opdrachtgevers              |
| VCU       | Veiligheids Checklist Uitzendorganisaties |
| VGM       | Veiligheid, Gezondheid en Milieu          |
| VGWM      | Veiligheid, Gezondheid, Welzijn en Milieu |
| VIAG      | Veiligheidsinstructies aardgas            |
| VILS      | Veiligheidsinstructies laagspanning       |
| VOP       | Voldoende onderricht persoon              |
| VP        | Vakbekwaam persoon                        |

## W
| Afkorting        | Betekenis(sen)                                                                           |
| ---------------- | ---------------------------------------------------------------------------------------- |
| WAADI            | Wet allocatie arbeidskrachten door intermediairs                                         |
| WAZ              | Wet arbeidsongeschiktheidsverzekering zelfstandigen ('vervanger' AAW voor zelfstandigen) |
| Wbb              | Wet bodembescherming                                                                     |
| WBDBO            | Weerstand tegen Branddoorslag en Brandoverslag (uit bouwbesluit)                         |
| WBEAA            | Wet bevordering evenredige arbeidsdeelname allochtonen (zie ook Wet SAMEN)               |
| WBI              | Waterbehandelingsinstallatie                                                             |
| WBP              | Wet bescherming persoonsgegevens                                                         |
| WCA              | Wet chemische afvalstoffen (vervallen 9401; is nu hoofdstuk 10 Wet Milieubeheer)         |
| WD               | Working Document                                                                         |
| WEBA             | Welzijn bij de Arbeid (methode ter bepaling van welzijnsrisico's: zie NOVA-WEBA)         |
| WED              | Wet economische delicten                                                                 |
| Wet Amber        | Wet afschaffing malus en bevordering re-integratie (opvolger bonus-malusregeling)        |
| Wet Pemba        | Wet premiedifferentiatie en marktwerking bij arbeidsongeschiktheidsverzekeringen (1998)  |
| WGA              | Wet gevaarlijke afvalstoffen                                                             |
| WGBO             | Wet op de geneeskundige behandelingsovereenkomst                                         |
| WGD              | Werkgroep van Deskundigen (MAC-waarden)                                                  |
| WGS              | Wet gevaarlijke stoffen (V&W 1963-1996; vervangen door WVGS)                             |
| WGW              | Wet op de gevaarlijke werktuigen                                                         |
| WHAW(-methodiek) | Werkdruk en herstel bij afwijkende werktijden                                            |
| WHMIS            | Workplace Hazardous Materials Information System (CA)                                    |
| WHO              | World Health Organization                                                                |
| Wm               | Wet milieubeheer                                                                         |
| WMD              | Weapons of Mass Destruction (VS)                                                         |
| WMFSS            | WaterMist Fire Suppression Systems                                                       |
| WMS              | Wet milieugevaarlijke stoffen (vervallen in 2008)                                        |
| WMSD             | Work related MusculoSkeletal Disorders (parapluterm voor RSI, CTD, OCD)                  |
| WMS              | Work methode Statement werkbeschrijving uit te voeren werkzaamheden                      |
| WOCB             | Werkgroep Olie- en Chemicaliënbestrijding Rijkswaterstaat Haarlem                        |
| WPF              | Workplace Protection Factor (bepaald door middel van AH-metingen; zie APF; NPF)          |
| WRULD            | Work Related Upper Limb Disorders (GB) (zie RSI; CTD)                                    |
| Wulbz            | Wet uitbreiding loondoorbetalingsverplichting bij ziekte (1996)                          |
| WVC              | Welzijn Volksgezondheid en Cultuur (Ministerie van -)                                    |
| WVD              | Waarschuwings- en verkenningsdienst                                                      |
| Wvgs             | Wet vervoer gevaarlijke stoffen (1996) (vervangt Wgs 1963: betreft uitsluitend vervoer)  |
| WvK              | Wetboek van Koophandel                                                                   |
| WVO              | Wet verontreiniging oppervlaktewateren                                                   |

## X
| Afkorting | Betekenis(sen) |
| --------- | -------------- |

## Y
| Afkorting | Betekenis(sen) |
| --------- | -------------- |

## Z
| Afkorting | Betekenis(sen)                                                                                           |
| --------- | --- |
| ZTA       | Zon Toetreding Absoluut (Absorptie). Maat voor warmtedoorlaatbaarheid c.q. warmteabsorptie van zonwering |
| zzp       | Zelfstandige Zonder Personeel                                                                            |